# Соболевские
Соболевские (пол. Kategoria:Sobolewscy herbu Ślepowron‎) — дворянский род.
В Польше есть две фамилии Соболевских: гербов Лада и Слеповрон. Из второго рода Валентин (1765—1831) и Игнатий (1770—1846) Соболевские Императором Александром I были возведены в графское достоинство Царства Польского.
- Семён Иванович Соболевский, шляхтич из Речи Посполитой, по указу Петра I был назначен сотником г. Погар (1722—1738), от него происходит украинский дворянский род Соболевских.
- Соболевский, Степан Герасимович (ок. 1784—1847) — генерал-лейтенант, участник войн против Наполеона.